# Bione di Smirne
Bione di Smirne (in greco antico: Βίων?, Bíōn; fine II secolo a.C.) è stato un poeta greco antico, esponente della poesia pastorale ellenistica.

## Biografia
Della sua vita si conosce pochissimo, ma pare che la sua attività poetica sia da collocare all'incirca intorno al III secolo a.C., sotto il regno di Tolomeo Filadelfo, verso il 280 a.C. Qualche notizia è contenuta nel lessico bizantino Suda, da cui si apprende che sarebbe nato a Flossa, un sobborgo della città di Smirne. Sempre la Suda lo annovera nella triade bucolica (i tre maggiori poeti bucolici greci) insieme a Teocrito e Mosco.
Altre notizie biografiche si ricavano dall'Epitafio di Bione, composto da un anonimo seguace del poeta, imitato anche da Catullo. Sarebbe vissuto a lungo in Sicilia e, secondo tale fonte, sulla cui attendibilità permangono dei dubbi, Bione sarebbe morto giovane a causa di un avvelenamento.

## Opere
Di lui sono sopravvissuti diciassette frammenti di liriche bucoliche, oltre al Canto in morte di Adone, un poema in esametri conservato in un manoscritto di Teocrito e ispirato all'idillio I di quest'ultimo, in cui Tirsi rivolge un lamento per la morte di Dafni.
I temi preferiti dal poeta sono le narrazioni delle gesta e delle vicissitudini di Afrodite, delle Muse e di Eros, mentre dall'amore trae la sua vena ispiratrice.  I suoi Idilli presentano immagini campestri espresse con molta delicatezza, una poesia che gode di uno stile puro ed elegante.
Bione si può considerare un caposcuola di un genere di lirica decadente che influenzò un buon numero di allievi e di epigoni, con 
(A. W. Bulloch, La poesia ellenistica, in Letteratura Greca Cambridge, Milano, Mondadori, 2007, vol. 2, p. 347)